# 江津市立江東中学校
江津市立江東中学校（ごうつしりつ こうとうちゅうがっこう）は、島根県江津市後地町にある公立中学校。略称は江東中（こうとうちゅう）。

## 沿革
出典
- 1950年 (昭和25年)
  - 4月1日 - 都治中学校，浅利中学校，黒松中学校，波積中学校を統合し，那賀郡都治村外三村組合立江東中学校を設立
- 1951年 (昭和26年)
  - 4月1日 - 那賀郡江東村浅利村組合立江東中学校と改称
- 1954年 (昭和29年)
  - 4月1日 - 江津市立江東中学校と改称
- 1991年 (平成3年) - 新校舎建築
- 1992年 (平成4年)
  - 1月19日 - 江東中学校開校40周年記念式典
  - 8月30日 - 新校舎開校
- 1993年 (平成5年)
  - 2月28日 - 体育館完成に合わせ竣工式
- 2001年 (平成13年)
  - 1月21日 - 江東中学校開校50周年記念式典
- 2009年 (平成21年)
  - 9月 - エレベーター設置
- 2011年 (平成23年)
  - 3月11日 - 開校60周年記念講演(H23.1.2タイムカプセル発掘)
  - 9月1日 - 給食開始
- 2019 (令和元年)
  - 7月 - 普通教室エアコン設置
- 2021年 (令和3年)
  - 2月 - 理科室、音楽室エアコン設置
  - 2月 - GIGAスクール構想によるタブレット端末整備

## 学区
出典
- 波積町
- 都治町
- 後地町
- 黒松町
- 浅利町
- 細川（松川町太田の一部新屋）（松川町上河戸の一部）
- 郷畑田（松川町畑田の一部）

## 進学前小学校
出典：
- 江津市立江津東小学校

## アクセス

### バス
- 「道の駅サンピコ」停留所（石見交通）から徒歩で約1分

### 鉄道
- 西日本旅客鉄道（JR西日本）山陰本線 - 浅利駅から徒歩で約35分

## 周辺
- 道の駅 サンピコごうつ
- 江津東小学校
- 菰沢公園